# Gstanzl

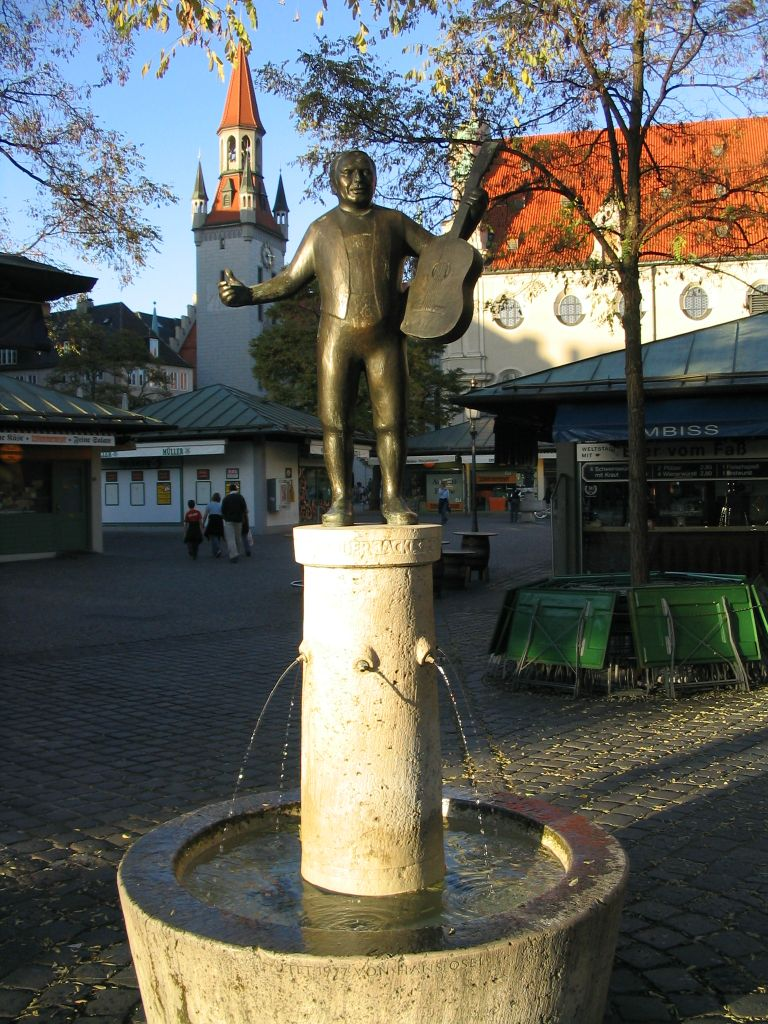
Roider-Jackl-Brunnen auf dem Viktualienmarkt in München

Das Gstanzl ist eine bayerisch-österreichische Liedform, meist als epigrammartiger Spottgesang.

## Bezeichnung und Lyrik des Gstanzls
Das Wort dürfte als Verkleinerung vom italienischen Wort stanza ‚Strophe‘ abstammen und findet sich so beispielsweise bei der italienischen Stanze. Während diese achtzeilig ist, ist das typische Gstanzl ein einziger Vierzeiler, wobei sich die erste auf die zweite (Paarreim) oder auf die dritte Zeile (Kreuzreim) reimen kann.
Das Gstanzl steht vorwiegend im Drei-Viertel-Takt. Die Spottlieder bestehen aus Strophen von zweigliedrigen, zumeist acht elfsilbigen jambischen Versen. Aber auch der Anapäst findet seinen Ausdruck, durch die Silbenabfolge (kurz – kurz – lang) entsteht ein vorwärts drängender Charakter.
Viele alpenländische Lieder (Gstanzllieder) sind eigentlich aus Gstanzln zusammengestellt, die in einer festen Folge zusammengehören, oft wird jede Strophe statt mit dem Refrain mit einem Jodler abgeschlossen. Das ist eine der klassischen einfachen Liedformen.
Je nach Herkunft werden die Gstanzln auch Schnaderhüpfl, Schanderhagge, Stückl, Possen-, Trutz- und Spitzliedln, Schleifer, Haarbrecher-Gsangln, Plopper- und Plepper(lieder), Schwatzliedln, Flausen und Schmetterliedln, G’setzln, Basseln, Vierzeilige, Kurschza Liadlan, Schelmeliedle, chorze Liedle, Rappedietzle, Schlumperliedla oder Rundâs usw. genannt. Die Ausdrücke auf „Schand-, Spitzen, Pleppern, Schwatzen, Flausen, Schmettern, Schelm-, Trutz-/Tratzen“ beziehen sich alle auf Dialektworte für dahingesagte oder humorvolle Bemerkungen über andere, wie sie dem Gstanzlsingen im engeren Sinne zugrunde liegen, und stellen teils eigenständige regionale Unterformen dar.
Ein klassisches Gstanzl ist:
Aussee is a lustigs Tal

das sog i allemal

san schene Mentscha drein

da mecht i sein
(Das Ausseerland ist ein lustiges Tal // das sag ich immer wieder // dort drinnen gibt es schöne Mädchen // dort möchte ich sein.)

## Gstanzlsingen
Das Gstanzl ist im alpenländischen Musikraum sehr verbreitet und beliebt.
Gstanzln werden vielfach in der jeweiligen Mundart gedichtet und vorgetragen. Gstanzln mit ihren unzähligen Melodien leben vor allem vom Vortrag in der entsprechenden Situation. Dabei ist das Gstanzlsingen eine typische Form gesellschaftlichen Beisammenseins und reicht vom privaten oder Wirtshaussingen bis hin zu Feiern und Publikumsveranstaltungen.
Gstanzln werden sowohl im Freundeskreis oder bei Sängertreffen als auch beim Tanz gesungen.
Die Gstanzln handeln von heiteren und ernsten Vorgängen und Ereignissen, Gemütsstimmungen, Lebensanschauungen und Schwächen des Menschen. Das Gstanzl ist durchwegs humoristisch, oft neckend, ironisch bis sarkastisch, es kann derb und hart, oder gar tief bösartig, aber auch zart und innig sein.
Meist handelt es sich um gereimte und gesungene Improvisationen. Gute Gstanzlsänger können aus dem Stegreif stundenlang Gstanzln vortragen, ohne sich zu wiederholen. Insofern gleicht das Gstanzlsingen zahlreichen Regional- und Epochenformen des Stegreifreimens, wie sich das von der altnordischen Skaldendichtung bis zum modernen Hip-Hop reicht.
Besonders gelungene Improvisationen bilden dann, wie immer bei gelungenem Stegreifwitz, ein sich zunehmend verfestigendes Repertoire. Solche Gstanzln werden oft von Generation zu Generation respektive durch Zuhören bei guten Sängern mündlich weitergegeben und erleben je nach Region und Zeitraum verschiedenste Varianten: Sie bilden einen Basisschatz, der an die jeweilige Situation angepasst oder zu einem neuen Gstanzl umgearbeitet werden kann. Es werden aber auch immer wieder neue Gstanzeln erfunden, auch um aktuelle und auch politische Begebenheiten scherzhaft zu beschreiben.
Es gibt viele Gelegenheiten, bei denen Gstanzln entstehen. Sehr beliebt ist das Gstanzlsingen auf Bauernhochzeiten in Ober- und Niederbayern, wobei sich der Hochzeitslader über die Brautleute und die geladene Gesellschaft lustig macht.

## Historisches
Einer der berühmten Gstanzlsänger war Ferdinand Joly (auch Scholli) zu Elsenloh (heute Tittmoning) im Salzachtal, der um 1800 eine Unzahl an Spottliedern dichtete, die bis heute gesungen werden.
Aus dem 20. Jahrhundert ist besonders der Roider Jackl (1906–1975) bekannt, der vor allem durch seine politischen Gstanzln überregional bekannt wurde. In seinem Geburtsort Weihmichl ist ein Platz nach ihm benannt und es gibt dort wie auf dem Münchner Viktualienmarkt und in Freising dem Volkssänger zu Ehren einen Brunnen.
Waren es traditionellerweise nur die Männer oder Burschen, denen das Gstanzl-Singen vorbehalten war, begeistern sich heute immer wieder auch Frauen am Reimen und Singen.

## Spezialformen und Regionales
Die Tänze, auf die Gstanzeln gesungen werden, sind typischerweise Ländler, Steirer oder Boarische, die durch Zusammenstehen der Burschen im Kreis mit gemeinsamem Singen von Gstanzln.
Der Vorsinger, zumeist ein erfahrener Tänzer, singt die erste Zeile des Gstanzls an und die anderen Burschen fallen ein.
Im Salzkammergut steht beispielsweise der Landler im 2/4-Takt, der Steirer im achttaktigen 3/4-Takt und der Waldhansl im Walzertakt.
Bereichernde Elemente zum Gstanzlsingen, mit dem die einzelnen Gstanzeln unterbrochen werden, sind das Jodeln, und das Paschen, rhythmisches gemeinsames Klatschen, das besonders im Ausseerland (Steirisches Salzkammergut) gepflegt wird. Ein typischer steirischer Aufbau wäre beispielsweise Singen – einmal Paschen – Singen – zweimal Paschen – Singen – Jodeln – dreimal Paschen. Begleitet oder kommentiert werden kann das Gstanzel von Sängern wie Zuhörern durch Juchitzer (melodiöse Schreie) aller Art.
Das Buch Gstanzln aus dem Salzkammergut bringt neben 730 Vierzeilern aus dem Ausseerland auch sehr humorvoll Zwölf Gebote für Ansingen und Paschen (mit einem Augenzwinkern wird betont, dass diese Gebote nur für jene gelten, die die obligaten 1000 Halbe Bier in Paschrunden noch nicht hinter sich haben):
1. Du sollst Dich grundsätzlich dem Vorpascher anschließen.
2. Du sollst nicht paschen, wenn Du eine Frau bist (hier hat die Emanzipation ihre Grenzen).
3. Du sollst nicht „Hüa“ schreien, wenn Du nicht der Ansinger bist.
4. Du sollst nicht glauben, Du kannst Sechstern (Sechstern ist kein Showteil für Touristen).
5. Du sollst beim Landler nicht „Hohl“ schreien.
6. Du sollst in Altaussee beim Waldhansl absetzen.
7. Du sollst in größeren Runden Gstanzln ansingen, die auch andere kennen.
8. Du sollst „unsaubere“ Gstanzln nur in Männerrunden singen.
9. Du sollst an der Körperhaltung eines gestandenen Paschers erkennen, was er meint, und verstehen, was Du unterlassen sollst.
10. Du sollst nicht mitpaschen, wenn Du keinerlei Rhythmusgefühl hast.
11. (für Ungeduldige:) Du sollst von den Musikanten nicht schon am Anfang einen Pasch verlangen (kommt Zeit – kommt Pasch!).
12. (für Widerwärtige:) Lass die Musikanten nicht eine Viertelstunde lang einen Steirer spielen, bevor Du gnädigerweise Deine Stimme erhebst.

Unter Schnaderhüpfel im Speziellen versteht man im Alpenraum improvisierte Gedicht-Serien, die immer aus einer Strophe bestehen, wobei aus den unzähligen Melodien immer dieselbe verwendet wird. Eine Person oder Partei singt ein Gstanzl und eine andere Person oder Partei antwortet darauf, häufig mit einem ad hoc gedichteten Gegengstanzl. Zentrales Element ist, im wechselseitigen Singen die Schlagfertigkeit unter Beweis zu stellen. Im Allgemeinen handelt es sich dabei um besonders humorvolle oder freche, provokante Texte (auch diese Form findet sich analog zeitgenössisch etwa im Battle-Rap). In Bayern und Österreich gibt es Gstanzlsängertreffen, bei denen sich die Sänger gegenseitig aussingen. Insbesondere bei Feiern wurden und werden Schnaderhüpfel gesungen: So werden beispielsweise regional bei Hochzeiten die mitgebrachten Geschenke vom Hochzeitslader besungen, und der Geber muss darauf antworten. Unter der Bezeichnung častuška ist auch im russischen Kulturkreis eine Form des Schnaderhüpfels bekannt.
Textbeispiel (die in Österreich meistverbreitete Schnaderhüpfel-Melodieⓘ):
Jetzt bist du verheirat’

Jetzt bist du ein Mann

Jetzt schaut dich dein’ Lebtag’

Ka Madel mehr an

## Sonstiges
Die fränkische Fun-Metal-Band J.B.O. veröffentlichte mit den beiden Titeln Medtl-Gschdanzl'97 und Medtl-Gschdanzl zwei Gstanzl Stücke im Heavy Metal Stil.